# Jan Adriaensens
Jan (Cesar Jan) Adriaensens (Willebroek, 6 juni 1932 – Rumst, 2 oktober 2018) was een Belgisch wielrenner.

## Biografie
Adriaensens was profwielrenner van 1952 tot 1961. Hij was vooral bekend als ronderenner, met name in de Ronde van Frankrijk was hij vaak op dreef. Hij nam achtmaal deel aan deze ronde, waarbij hij zesmaal binnen de eerste tien in de eindrangschikking eindigde. Hij was ook een van de renners die zich in de Tour van 1956 lieten verrassen door de tot dan toe onbekende Franse renner Roger Walkowiak, die de ronde min of meer bij toeval won. Daarmee liet Adriaensens zich de grootste kans ontglippen om de ronde op zijn naam te schrijven; hij werd slechts derde.
In het peloton had hij de bijnaam De Lemme. Na zijn rennersloopbaan werkte hij als drankenhandelaar in Ruisbroek.

## Belangrijkste overwinningen
1955
- Eindklassement Ronde van Marokko

1956
- 1e etappe Vierdaagse van Duinkerke
- 4e etappe Vierdaagse van Duinkerke
- Eindklassement Vierdaagse van Duinkerke

1957
- 3e etappe Parijs-Nice
- 7e etappe Ronde van Spanje

1958
- Tour du Tessin

1961
- Flèche Hesbignonne-Cras Avernas

## Belangrijkste ereplaatsen
1954
- GP Dr. Eugeen Roggeman – Stekene

1955
- 5e in de Waalse Pijl
- 5e in Luik-Bastenaken-Luik

1956
- 3e Ronde van Frankrijk

1957
- 3e Parijs-Brussel
- 7e Ronde van Spanje
- 9e Ronde van Frankrijk

1958
- 4e Ronde van Frankrijk

1959
- 2e in het Belgisch kampioenschap op de weg
- 7e Ronde van Frankrijk

1960
- 3e Ronde van Frankrijk
- 10e Vierdaagse van Duinkerke

1961
- 10e Ronde van Frankrijk

## Resultaten in voornaamste wedstrijden
| Jaar | Ronde van Italië | Ronde van Frankrijk | Ronde van Spanje |
| ---- | ---------------- | ------------------- | ---------------- |
| 1953 |                  | 45e                 |                  |
| 1954 |                  |                     |                  |
| 1955 |                  | 28e                 |                  |
| 1956 |                  | ↑                   |                  |
| 1957 |                  | 9e                  | 7e (1)           |
| 1958 | 11e              | 4e                  |                  |
| 1959 |                  | 7e                  | opgave           |
| 1960 | 12e              | ↑                   |                  |
| 1961 |                  | 10e                 | 17e              |

| Jaar | Milaan-San Remo | Gent-Wevelgem | Ronde van Vlaanderen | Parijs-Roubaix | Luik-Bast.‑Luik | Parijs-Brussel |  | WK op de weg |  | Wereldranglijsten |
| ---- | --------------- | ------------- | -------------------- | -------------- | --------------- | -------------- |  | ------------ |  | ----------------- |
| 1953 |                 |               | 41e                  |                | 28e             | 56e            |  |              |  |                   |
| 1954 |                 |               |                      |                | 14e             | 70e            |  |              |  |                   |
| 1955 |                 |               | 38e                  |                | 5e              |                |  |              |  |                   |
| 1956 | 51e             | 16e           | 37e                  | 40e            | 19e             |                |  | 18e          |  |                   |
| 1957 |                 | 13e           | 21e                  | 35e            |                 | Brons          |  |              |  | 16e (CDC)         |
| 1958 | 89e             | 22e           |                      | 33e            | 11e             | 70e            |  | 21e          |  | 11e (CDC)         |
| 1959 |                 | 31e           | 32e                  |                |                 |                |  |              |  |                   |
| 1960 |                 |               |                      |                | 33e             |                |  | 28e          |  | 9e (SPP)          |
| 1961 |                 | 60e           |                      | 99e            | 22e             |                |  |              |  |                   |

## Ploegen
- 1952-Libertas
- 1953-Libertas
- 1953-Rochet-Dunlop
- 1954-Libertas-Huret
- 1954-Plume-Vainqueur
- 1954-Dossche Sport
- 1954-l'Express
- 1954-Rochet-Dunlop
- 1954-Alpa
- 1955-Libertas-Huret
- 1955-Terrot-Hutchinson
- 1955-Plume-Vainqueur
- 1956-Mercier-BP-Hutchinson
- 1957-Carpano-Coppi
- 1958-Carpano
- 1959-Elvé-Peugeot
- 1959-Peugeot-BP-Dunlop
- 1960-Philco
- 1961-Groene Leeuw-SAS-Sinalco